# Saint-Marcel (Morbihan)
 Saint-Marcel  (en bretón Sant-Marc'hell) es una población y comuna francesa, situada en la región de Bretaña, departamento de Morbihan, en el distrito de Vannes y cantón de Malestroit.

## Demografía
| 581 | 558 | 560 | 732 | 845 | 854 |
| Para los censos de 1962 a 1999 la población legal corresponde a la población sin duplicidades (Fuente: INSEE [Consultar]) |     |     |     |     |     |